# گوسفکا
گوسفکا (انگلیسی: Gusevka) یک شهرک در شهرستان سالاواتسکی استان باشقیرستان کشور روسیه است.